# Trận Địa Trung Hải
Trận Địa Trung Hải là một chiến dịch hải quân chiến đấu trên Biển Địa Trung Hải trong chiến tranh thế giới thứ hai, diễn ra từ ngày 10 tháng 6 năm 1940 đến ngày 2 tháng 5 năm 1945.
Phần lớn chiến dịch diễn ra giữa Hải quân Hoàng gia Ý, được hỗ trợ bởi các lực lượng không quân và hải quân khác của phe Trục, và Hải quân Hoàng gia Anh, được hỗ trợ bởi các lực lượng hải quân Đồng minh khác, chẳng hạn như Úc, Hà Lan, Ba Lan và Hy Lạp. Các đơn vị không quân và hải quân Mỹ gia nhập phe Đồng minh vào năm 1942.
Mỗi bên có ba mục tiêu tổng thể trong trận chiến này. Đầu tiên là tấn công các đường tiếp tế của đối phưong. Thứ hai là tiếp tục mở các đường tiếp tế cho quân đội của họ ở Bắc Phi. Thứ ba là tiêu diệt khả năng tiến hành chiến tranh trên biển của hải quân đối phương. Bên ngoài mặt trận Thái Bình Dương, ở Địa Trung Hải đã diễn ra các hành động tác chiến hải quân quy mô lớn nhất trong cuộc xung đột. Đặc biệt, các lực lượng Đồng minh đã phải vật lộn để có thể tiếp tế và giữ được căn cứ hải quân và không quân quan trọng ở Malta.
Đến tháng 9 năm 1943, các tàu chiến, tàu ngầm và máy bay của Ý đã đánh chìm các tàu chiến của Đồng minh với tổng trọng lượng 145.800 tấn, trong khi quân Đức đánh chìm 169.700 tấn, tổng cộng là 315.500 tấn. Tổng cộng quân Đồng minh mất 76 tàu chiến và 46 tàu ngầm. Đồng minh đã đánh chìm 83 tàu chiến của Ý với tổng trọng lượng 195.100 tấn (161.200 của Khối thịnh vượng chung và 33.900 của Mỹ) và 83 tàu ngầm. Tổn thất của Đức ở Địa Trung Hải từ khi bắt đầu chiến dịch đến khi kết thúc là 17 tàu chiến và 68 tàu ngầm.